# Ensino técnico

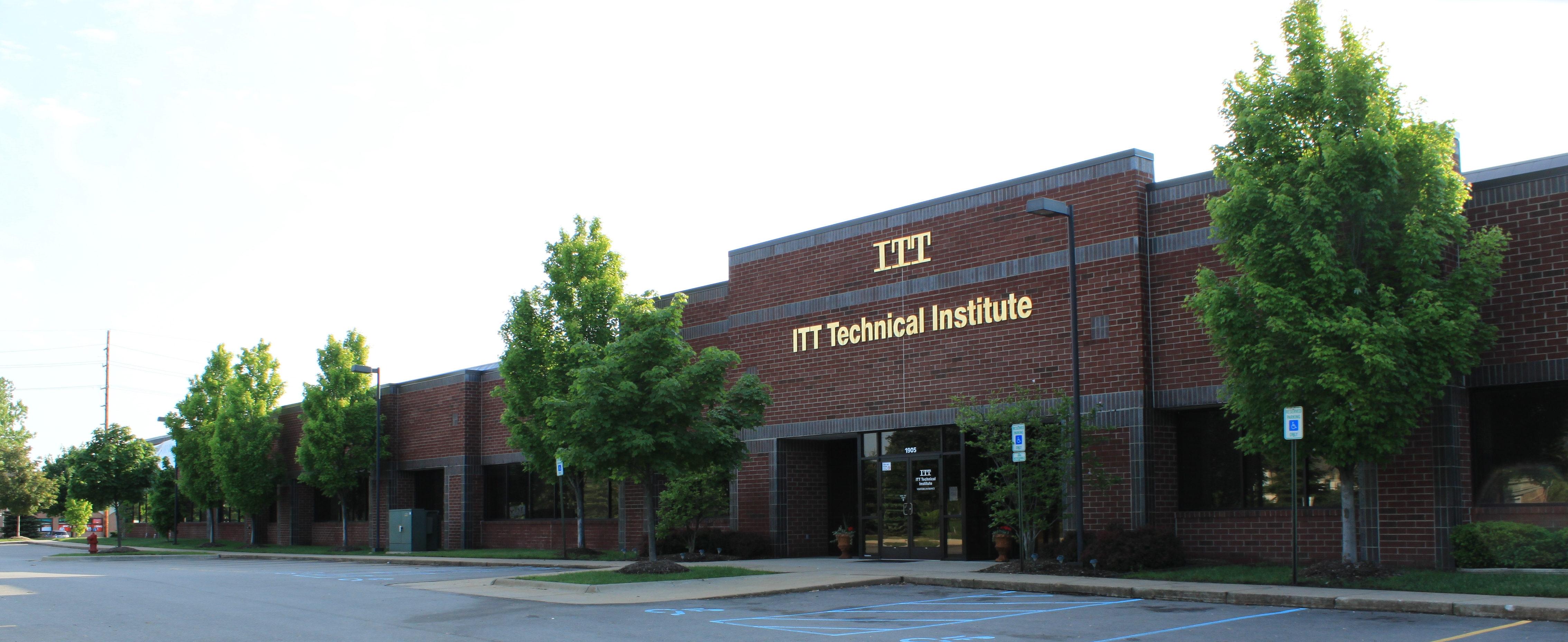
O ITT Technical Institute, nos Estados Unidos, é um exemplo de instituição de nível técnico

O ensino técnico é um nível de ensino enquadrado no nível secundário ou pós-secundário dos sistemas educativos, referindo-se normalmente a uma educação realizadas em escolas secundárias ou outras instituições que conferem graus académicos ou diplomas profissionais.
Constitui uma modalidade de ensino profissional, orientada para a rápida integração do aluno no mercado de trabalho, com caraterísticas específicas que podem variar conforme o país e o seu sistema educativo. Normalmente, corresponde a uma formação ao nível do ensino secundário ou pós-secundário, incluindo tanto os níveis 3 e 4 da Classificação Internacional Normalizada da Educação.

## Brasil
No Brasil, o ensino técnico é permitido somente para quem ingresse, curse ou já tenha concluído o ensino médio ou equivalente.
O ensino técnico é realizado em instituições de ensino com a autorização das secretarias estaduais de educação.

### Organização
O ingresso, cursamento ou a conclusão do ensino médio ou equivalente é obrigatório àqueles que pretendem se inscrever no curso técnico. Além disso, os estudantes devem passar um exame vestibular para o seu curso específico. Essas instituições têm geralmente uma maior quantidade de horas por semana. A instrução do curso técnico tem duração de um ano e meio a dois anos, repartidos por uma componente teórica em forma de blocos de aulas, e uma componente prática que tem lugar numa empresa formadora. Com a aprovação em um trabalho final, será emitido um diploma. Os alunos que completarem o curso técnico serão titulados como técnicos. Após completarem o curso técnico os egressos podem fazer cursos de especialização técnica em várias áreas.

## Portugal
Em Portugal, o ensino técnico profissional constituía um dos ramos do ensino secundário, sendo o outro ramo o ensino liceal.
O ensino técnico foi extinto em 1975 e fundido no ensino liceal, dando origem ao ensino secundário unificado.

### História

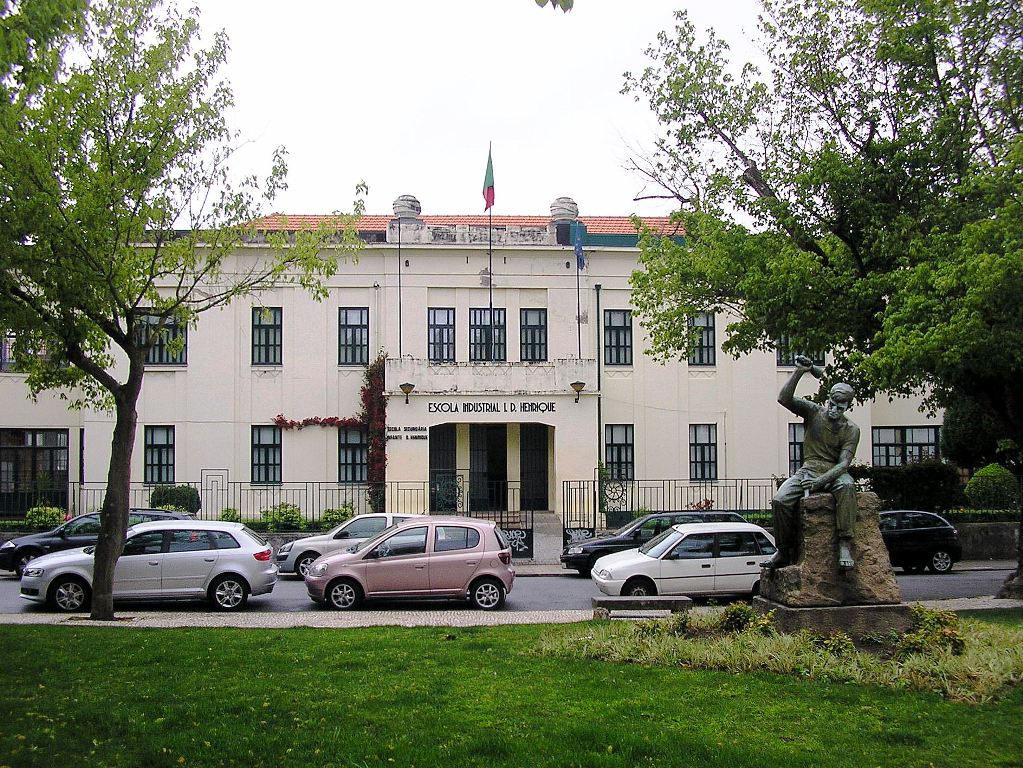
Antiga Escola Industrial Infante D. Henrique, no Porto, Portugal.

Na época moderna, a primeira grande reforma educativa em Portugal remonta à administração do Marquês de Pombal (1750-1777), encontrando-se aí, entre outras, as origens do ensino técnico-profissional no Reino, com a criação da Aula do Comércio em 1755. Pouco depois, foi criada a Aula Náutica em 1764 e, sucessivamente, a Aula de Desenho, a Fábrica de Estuques e a Aula Oficial de Gravura Artística em 1768. Já no reinado de D. Maria I, foi cariada no Porto a Aula de Debucho e Desenho em 1779 e em Lisboa a Aula Régia de Desenho e Figura (também conhecida como "Aula Pública").
No século XIX, o reformador Passos Manoel já reconhecia que
| “                                                                                                | ... não pode haver ilustração geral e proveitosa sem que as grandes massas de cidadãos (...) possuam os elementos científicos e técnicos indispensáveis aos usos da vida do estado actual das sociedades. | ” |
| — Passos Manoel, Preâmbulo do Decreto de Criação dos Liceus Nacionais de 17 de novembro de 1836. | |   |

Na sua atividade reformadora reconhece-se a sua percepção das novas realidades social e económica, decorrentes da Revolução Francesa e da Revolução Industrial inglesa. Desse modo, inspirado no Conservatoire National des Arts et Métiers de Paris, institui o Conservatório de Artes e Ofícios de Lisboa em 1836 e o Conservatório de Artes e Ofícios do Porto em 1837, cujo fim principal
| “                                                 | ... é promover a instrução prática em todos os processos industriais... | ” |
| — Desconhecido, Decreto de 18 de novembro de 1836 |                                                                         |   |

e
| “                                                 | ... promover o estudo das Belas-Artes, difundir e aplicar a sua prática às Artes Fabris. | ” |
| — Desconhecido, Decreto de 22 de novembro de 1836 |                                                                                          |   |

As mais importantes medidas legislativas no país, relativas à criação e regulamentação do ensino industrial tiveram lugar na década de 1880, por iniciativa de indivíduos como António Augusto de Aguiar, Emídio Navarro e Eduardo José Coelho, sucessivos ministros das Obras Públicas, Comércio e Indústria, cujo departamento à época tutelava o ensino industrial, comercial e agrícola. Nesta etapa são criadas, em todo o país, escolas industriais e de desenho industrial, algumas tendo obtido destaque pelos conteúdos programáticos e pedagógicos de seus currículos, pela componente prática do seu ensino e pela excelência e relevo de seus professores, muitos deles contratados por concursos internacionais.
Augusto de Aguiar é o criador das escolas industriais e de desenho industrial, pelo Decreto de 3 de janeiro de 1884, e do respectivo Regulamento, datado de 6 de maio do mesmo ano.
Reconhecida a falta de professores qualificados em Portugal para esse tipo de ensino, o Decreto previa em seu artigo 4º. a possibilidade de contratar, no estrangeiro, professores com reconhecida competência e qualidade para o exercício desse magistério. Posteriormente, Emídio Navarro, ao promulgar o Plano de Organização do Ensino Industrial e Comercial (Decreto de 30 de dezembro de 1886), continua a prever esta prática (Art. 42), tendo sido considerável o número de professores estrangeiros então contratados através de concursos abertos nas legações de Portugal em Berlim, Berna, Bruxelas, Paris, Roma e Viena em 1888, registrando-se uma grande afluência de candidatos.
Entre os nomes que assim ingressaram no país destacaram-se os nomes de Silvestro Silvestri, Cesare Janz, Charles Lepierre e Leopoldo Battistini.

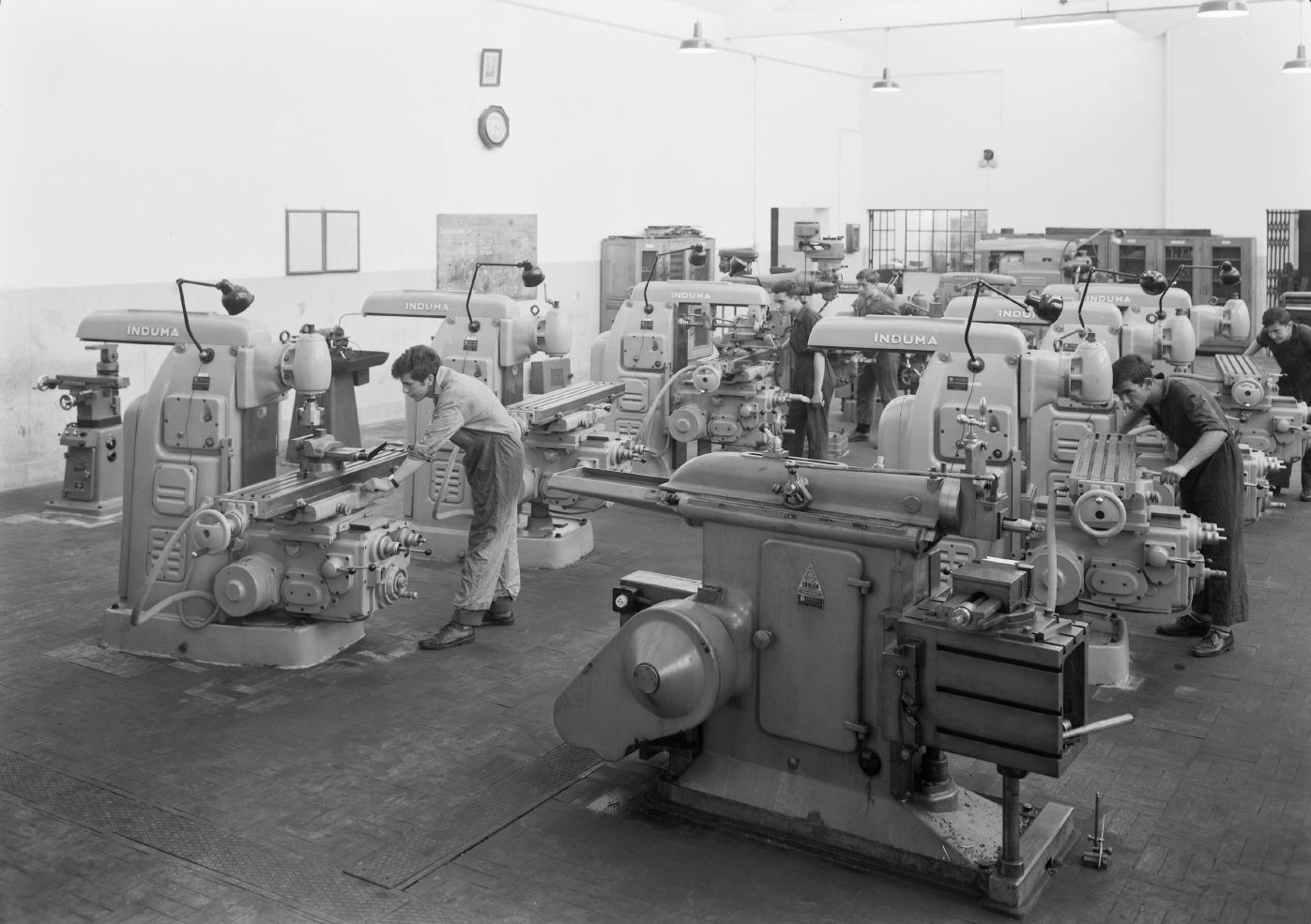
Alunos numa oficina da Escola Industrial Afonso Domingues, década de 1960

O ensino técnico vai ter um grande incremento, durante o Estado Novo, sobretudo a partir da publicação do Decreto n.º 37 029 de 25 de agosto de 1947 que estabelece o Estatuto do Ensino Técnico Industrial e Comercial. O ensino técnico é consagrado como um dos ramos do ensino secundário, paralelamente ao ensino liceal. São previstos cerca de 80 cursos de formação nas áreas industrial, comercial, de formação feminina e de artes decorativas. Na década de 1950, assiste-se a um aumento acentuado da frequência do ensino secundário, com a industrialização do país a gerar uma grande procura dos cursos industriais.

Através do Decreto n.º 41382 de 21 de novembro de 1957 é também aprovado o novo estatuto do ensino técnico agrícola.
Na década de 1960, vai-se assistir a um processo de aproximação entre o ensino técnico e o ensino liceal, no âmbito das doutrinas que visavam um ensino secundário unificado. Uma das razões para isso, era a existência de um estigma social associado ao ensino técnico, uma vez que este era frequentado sobretudo por membros das classes baixa e média-baixa, em comparação com o ensino liceal mais associado às classes média-alta e alta. Um passo importante para a unificação foi a fusão do 1º grau do ensino técnico com o 1º ciclo do ensino liceal, dando origem ao ciclo preparatório do ensino secundário, realizada pelo Decreto-Lei n.º 47 480 de 2 de janeiro de 1967.
Em 1973, é publicada a primeira Lei de Bases do Sistema Educativo que prevê a total fusão do ensino técnico com o liceal. Essa fusão é implementada logo a seguir ao 25 de abril de 1974. Em 1975, o ensino técnico é extinto e em 1976 começa a entrar em funcionamento o ensino secundário unificado.

### Organização

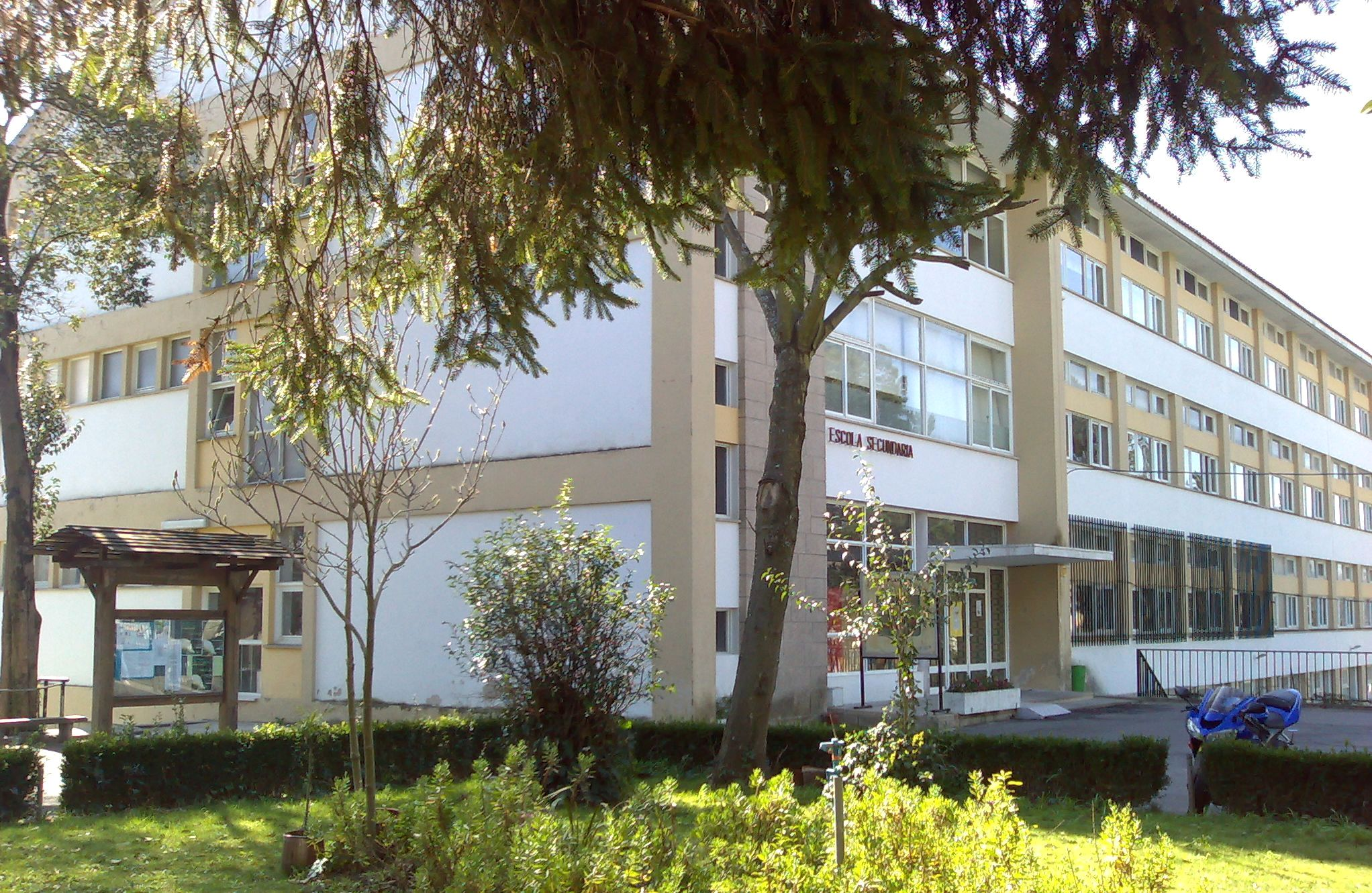
Antiga Escola Industrial e Comercial de Gondomar, Portugal.

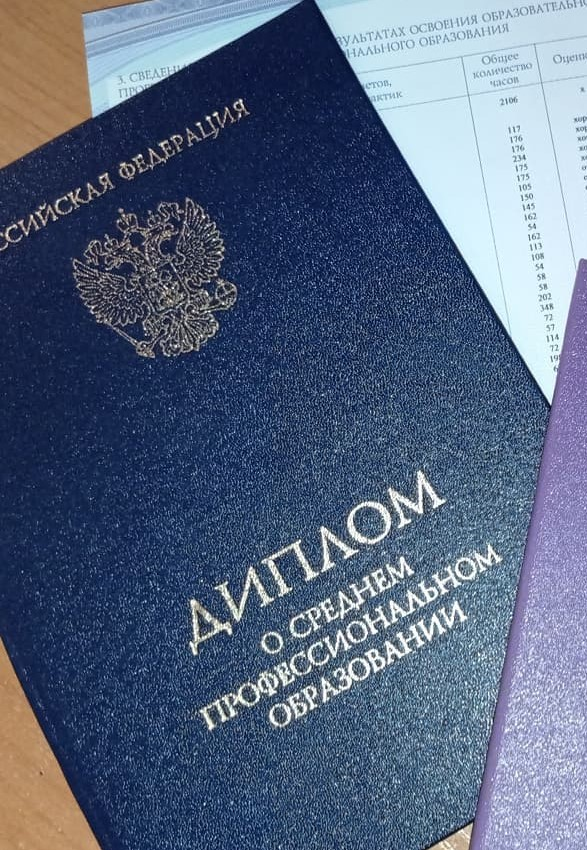
Diploma de educação profissional secundária na Rússia

O ensino técnico profissional industrial e comercial resultante do estatuto de 1948 era constituído por dois graus sequenciais.
O 1º grau tinha a duração de dois anos e constituía um ciclo preparatório - com um plano de estudos quase idêntico ao do 1º ciclo do ensino liceal - destinado a complementar o ensino primário e a preparar o aluno para a frequência do 2º grau do ensino técnico. Em 1967, o 1º grau deixou de existir, sendo substituído por um ciclo preparatório comum a todo o ensino secundário.
O 2º grau incluía os cursos de formação comerciais, industriais, de formação feminina e de artes decorativas. Os cursos de formação tinham uma duração variável, que podia ser de até quatro anos. Além disso, existiam cursos de especialização e de mestragem, bem como secções preparatórias destinadas a preparar o acesso ao ensino médio nos institutos comerciais e industriais.
O ensino técnico agrícola tinha uma organização semelhante, podendo dar acesso ao ensino médio agrícola nas escolas de regentes agrícolas.
O ensino técnico era realizado em escolas técnicas profissionais que, conforme os tipos de cursos ministrados, podiam ter a designação de "escolas industriais", "escolas comerciais", "escolas industriais e comerciais", "escolas femininas", "escolas de artes decorativas" ou "escolas práticas de agricultura". As escolas onde era ministrado tento o ensino comercial e industrial como o ensino agrícola tinham a designação genérica de "escolas técnicas", passando a ser aplicada esta designação a quase todas as novas escolas criadas a partir do final da década de 1960, independentemente dos tipos cursos que ministravam. Até ao final de 1968, também existiam as escolas técnicas elementares, onde apenas era realizado o 1º grau do ensino técnico, as quais foram então transformadas em escolas preparatórias do ensino secundário.